# Strojarstvo
Strojarstvo je stručna djelatnost i primijenjena znanost koja obuhvaća projektiranje, proizvodnju i iskorištavanje energetskih, radnih i alatnih strojeva, uređaja za energetiku, procesnu tehniku, proizvoda široke potrošnje i slično. Teorijska načela strojarstva temelje se na znanstvenim granama matematike, mehanike, termodinamike, mehanike fluida, na inženjerstvu materijala i računarstvu, a srodne su mu djelatnosti elektrostrojarstvo, energetika, brodogradnja, zrakoplovstvo, metalurgija i slično, s kojima se djelomično preklapa. Kao znanstvena grana, strojarstvo je polje koje se ubraja u područje tehničkih znanosti, a njegove su grane opće strojarstvo, procesno-energetsko strojarstvo, proizvodno strojarstvo, brodostrojarstvo i precizna mehanika.
Strojarstvo se oslanja na razne prirodne znanosti, kao i na praktično iskustvo koje se stječe izradom korisnih predmeta, konstrukcija i procesa. Osobe koji se profesionalno bave strojarstvom zovu se strojari ili inženjeri strojarstva.

## Povijest strojarstva
Iako se strojarstvo kao znanstvena grana razvilo i počelo sustavno podučavati na visokim učilištima tek početkom 19. stoljeća, njegovi početci sežu daleko u prošlost, a ponajprije ih se veže uz razvoj obrade metala, složenijih mehanizama za obavljanje rada ili pretvorbu energije, kopnenih prijevoznih sredstava i slično.

### Prapovijesna tehnologija
Isprva se čovjek za pomoć u radu služio prikladnim predmetima koje je našao u prirodi (drvena grana, kamen, životinjska kost i slično) postupno ih prilagođavajući za što bolji učinak. Do kraja staroga kamenoga doba (oko 10 000 pr. Kr.) počeli su se namjenski izrađivati raznovrsni alati i oružja: strugalo, šilo, nož, čekić, dlijeto, svrdlo, pila, sjekira, koplje, luk i strijela. 

### Tehnologija drevnih civilizacija
Čovjek odavna koristi i takozvane jednostavne strojeve, to jest kotač, polugu, kosinu, klin, a potom i vitlo (kotač s vretenom), koloturnik, vijak. Potkraj mlađega kamenoga doba javljaju se prvi tkalački stanovi, brzohodno lončarsko kolo, puni drveni kotač i kola, te taljenje bakra iz rude. Prve brončane slitine, kao mnogo pogodniji materijal od bakra, počinju se koristiti sredinom 4. tisućljeća pr. Kr., kada se razvijaju i ljevačke peći, mjehovi i druge naprave za raspirivanje vatre (mijeh), te dvodijelni kalupi koji su omogućili masovnu proizvodnju metalnih predmeta i njihovu široku uporabu u svakodnevnom životu, što se kadšto smatra protoindustrijskom revolucijom. Proizvodnja i obrada željeza javlja se u 2. tisućljeću pr. Kr. (prije toga su se koristili samo metalni meteoriti).
U 3. tisućljeću pr. Kr. u Egiptu bušenje rupa obavljalo se svrdlima koje je okretao luk sa strunom nalik gudalu, a potom se na sličnom načelu obavljalo i tokarenje. U istom tisućljeću u dolini Inda počele su se koristiti cijevi za odvodnju, a u drevnoj Mezopotamiji i naprava za podizanje vode na višu razinu (đeram), te oko 700. pr. Kr. akvadukt u Ninivi.

### Tehnologija stare Grčke
Osobit razvoj bilježi se u antičko doba. Oko 650. pr. Kr. ljevarstvo u staroj Grčkoj dobiva novi zamah razvijanjem postupka lijevanja šupljih odljevaka uz pomoć jezgre. U 3. st. pr. Kr. Arhimed je objasnio princip poluge, prvi primijenio matematiku na fizikalne pojave te time osnovao statiku i hidrostatiku, izumio Arhimedov vijak, Arhimedov koloturnik, konstruirao ratne sprave. Istodobno Ktesibije Aleksandrijski razvija mnogobrojne složene hidrauličke i pneumatske naprave (vodene orgulje, crpka, vodeni sat, zrakom pogonjeni katapult i drugo), pa se smatra osnivačem tih znanstvenih područja. Njegov rad u tom području nastavlja Heron Aleksandrijski (1. stoljeće) među čijih se dvjestotinjak naprava, strojeva i automata ističe preteča parnoga stroja (Heronova kugla ili eolipile), a poznat je i njegov opis složenog mehanizma sa zupčanicima iz Antikitere, izgrađenoga za astronomske potrebe. 

### Tehnologija starog Rima
U Pergamonu je oko 180. pr. Kr. postojao tlačni vodovod, u starome Rimu je oko 100. pr. Kr. usavršen oblik podnoga centralnoga grijanja na topli zrak (hipokaust), a u istome stoljeću Vitruvije opisuje dizalicu s velikim bubnjem na ljudski pogon.

### Tehnologija drevne Kine
U drevnoj je Kini Zhang Heng (78. – 139.) unaprijedio vodeni sat i izumio seizmometar, Ma Jun (200. – 265.) izumio je kola s diferencijalnim prijenosom, a Su Song (1020. – 1101.) nemirnicu satnoga mehanizma i lančani prijenos. 

### Tehnologija u srednjovjekovnom islamskom svijetu
Među mnogobrojnim izumima islamskoga zlatnoga doba od 7. do 15. stoljeća ističu se automati i strojevi koje je opisao al-Jazari (1136. – 1206.).

### Tehnologija srednjeg vijeka
Dalji značajniji razvoj strojarskih područja na europskome kontinentu javlja se tek u kasnome srednjem vijeku. U 14. stoljeću počinju se koristiti prve peći za proizvodnju sirovoga željeza (sivi lijev), a u 15. stoljeću i prve visoke peći. U 14. stoljeću izrađuju se prvi topovi od kovanog željeza i od lijevane bronce. Od 14. stoljeća strojarstvo dobiva novi zamah djelima izumitelja poput Leonarda da Vincija, koji su osmišljavali učinkovitije strojeve, naprave i prijevozna sredstva koji su trebali olakšati ljudski rad. Godine 1561. izumljen je tokarski stroj  s nosačem alata (takozvani suport), 1566. stroj za bušenje, a 1568. stroj za urezivanje navoja. Galileo Galilei je 1592. izumio plinski termometar, 1609. izumljen je prvi termostat, 1629. je Giovanni Branca opisao prvu parnu turbinu, složene mehaničke računske strojeve konstruirali su Blaise Pascal 1642. i Gottfried Leibniz 1672., a Christiaan Huygens prvi sat s njihalom 1656. i s oprugom 1675. Denis Papin izumio je lonac za kuhanje pod tlakom 1679., a 1707. opisao je prvi sigurnosni ventil.

### Industrijska revolucija
Razvoju znanstvene osnove strojarstva u područjima fizike, klasične mehanike i matematike među ostalima pridonijeli su I. Newton, C. Huygens, D. Bernoulli, L. Euler, J. B. d’Alembert, J. L. de Lagrange, N. L. S. Carnot, J. P. Joule i drugi. Sva dotadašnja znanja iz područja strojarstva opisao je u devet svezaka strojarske enciklopedije Theatrum Machinarum Jacob Leupold (1674. – 1727.). Jedna od prvih visokoškolskih tehničkih institucija u svijetu koja je obrazovala stručnjake iz područja strojarstva bila je pariška École polytechnique, osnovana 1794. Mnogim novim izumima koji su u 18. stoljeću omogućili početak masovne proizvodnje započinje nova epoha u strojarstvu i proizvodnoj tehnici, a često se naziva industrijskom revolucijom. Osobito značajni bili su izumi strojeva za pretvorbu energije u koristan rad, neovisnih od prirodnih izvora, kojima se moglo raspolagati u bilo koje vrijeme i na bilo kojem mjestu. Prve uporabljive parne strojeve konstruirali su engleski inženjeri Thomas Savery (1650. – 1715.) i Thomas Newcomen (1663. – 1729.), prvi parni stroj nalik suvremenima izradio je James Watt u drugoj polovini 18. stoljeća, a prvu plinsku turbinu patentirao je John Barber (1734. – 1801.). Omasovljenje proizvodnje je najprije zahvatilo tekstilnu industriju izumom »letećeg« čunka Johna Kaya (1704. – 1780.), strojeva za predenje James Hargreavesa 1760-ih i R. Arkwrighta 1769. te tkalačkoga stroja s mogućnošću programiranja J. M. Jacquarda 1772.
Značajne promjene u prijevozu roba i putnika započele su komercijalnom primjenom parnoga stroja za pogon parobroda Robert Fultona 1807., koji otad postupno počinju zamjenjivati jedrenjake, te parne lokomotive G. Stephensona 1925., koja je označila početak željezničkoga prometa. Konstrukcijom dvotaktnoga plinskoga motora E. Lenoira 1860. i četverotaktnoga N. A. Otta 1867., praktično primjenjivih automobila G. W. Daimlera 1885. i C. F. Benza 1886., izumom gumenih zračnica J. B. Dunlopa 1890. te dizelskoga motora R. Diesela 1897., omogućen je razvoj automobila kao glavnog osobnog prijevoznog sredstva. Strojarska konstrukcijska znanja i proizvodne tehnologije koji su potkraj 19. stoljeća dosegnuli značajnu razinu bili su u 20. stoljeću temelj razvoja vojne, zrakoplovne, raketne, svemirske i nuklearne tehnike kao zasebnih područja i eksploziju inovacija iz najširega područja tehnike.
Od sredine 20. stoljeća do danas strojarstvo se i dalje razvija, napose u područjima novih proizvodnih tehnologija (na primjer nekonvencionalni postupci obrade materijala, numerički upravljani alatni strojevi, industrijski roboti, tehnologije aditivne proizvodnje), primjene novih materijala, konstruiranja i vođenja proizvodnje uz pomoć računala, daljnje miniturizacije (mikrotehnika; nanotehnika). U današnje doba udoban i lagodan svakodnevan život lišen napornoga rada čovječanstvo velikim dijelom duguje dosezima strojarstva.

## Ciljevi strojarstva
Krajnji cilj tj. svrha strojarstva je proizvodnja nekog uporabnog, korisnog predmeta (konstrukcije) koji će imati točno određenu, praktičnu primjenu. Dalje, strojarstvo kao primijenjena znanost, bavi se dodatnim poboljšanjem, optimizacijom i unaprijeđenjem već postojećih proizvoda.
Izuzev primijenjenog, strojarstvo ima i teoretsku stranu koja se bavi proučavanjem utjecaja fizikalnih i kemijskih zakona na proizvod ili proizvodni proces, njihovom matematičkom formulacijom u obliku analitičkih ili numeričkih proračuna, te računarskim modeliranjem navedenih procesa a u svrhu optimizacije i poboljšanja proizvoda ili proizvodnog procesa.

## Etimologija
Strojarstvo i strojar potječu od riječi stroj, što označava napravu koja vrši neki koristan rad. U engleskom jeziku strojarstvo se naziva mechanical engineering, dok se osoba koja se bavi strojarstvom zove mechanical engineer, dakle onaj koji izrađuje strojeve. U hrvatskom jeziku također se koristi riječ "inženjer" koja kao i riječ engineer korijen vuče od latinske riječi ingeniosus što označava sposobnost. Dakle strojari ili inženjeri su osobe koje su pametni, praktičari, rješavatelji zadataka. Strojarstvo ili inženjerstvo kao pojam razvio se tako da je kasnije koristi u mnogim poljima gdje koriste vještine znanstvene metode.

### Stručnjaci s područja strojarstva
1. Strojarski tehničar
2. Računalni tehničar u strojarstvu
3. Inženjer strojarstva - baccaleraus
4. Diplomirani inženjer strojarstva - magistar struke
5. Magistar strojarstva - magistar znanosti
6. Doktor strojarstva - doktor struke
7. Doktor strojarstva - doktor znanosti

## Osnovne znanosti
1. Matematičke
  1. Analitička geometrija
  2. Numerička matematika
2. Fizikalne
  1. Tehnička mehanika
  2. Mehanika fluida
  3. Tehnička termomehanika (termodinamika)
  4. Elektrotehnika i elektronika
3. Kemijske
  1. Znanost materijala
  2. Tribologija
4. Društvene
  1. Ekonomija
  2. (Proizvodna) psihologija
5. Ostale
  1. Računarstvo

## Grane
Strojarstvo se može podijeliti na sljedeća uža područja:
1. Konstrukcijsko strojarstvo
2. Proizvodno strojarstvo ili strojogradnja
3. Energetika
4. Brodostrojarstvo
5. Elektrostrojarstvo
6. Računarsko inženjerstvo

Nužno je naglasiti da je za izvršenje krajnjeg cilja, to jest izradu kvalitetnog, optimalnog, upotrebljivog proizvoda, nužna suradnja između stručnjaka sa svih ovih područja, te svi specijalizirani stručnjaci moraju imati odgovarajuće znanje iz svih ostalih područja.

### Opće strojarstvo
Opće strojarstvo obuhvaća sva znanja potrebna za osmišljavanje strojarskih konstrukcija. Najširi je dio strojarstva koji se, uz opća načela o konstruiranju i razvoju proizvoda, bavi strojnim dijelovima (spojni dijelovi, ležajevi, osovine i vratila, mehanički prijenosnici, spojke i drugo), alatima, napravama, uređajima i priborom, industrijskom pneumatikom i hidraulikom i slično.

### Procesno-energetsko strojarstvo
Procesno-energetsko strojarstvo bavi se projektiranjem uređaja i postrojenja toplinske tehnike (grijanje; klimatizacija), procesne tehnike za kemijsku, prehrambenu, tekstilnu, grafičku industriju, metalurgiju, preradu otpada i drugo, energetskim postrojenjima s elektranama, toplanama i toplinskim stanicama, generatorima pare i plina (KOTAO), kogeneracijskim sustavima i slično.

### Proizvodno strojarstvo
Proizvodno strojarstvo obuhvaća tehnološke postupke preoblikovanja (lijevanje, sinteriranje), plastičnog deformacijskog oblikovanja (kovanje, valjanje, provlačenje, duboko vučenje i slično), spajanja (zavarivanje, lemljenje, lijepljenje, zakivanje), oblikovanja odvajanjem čestica (rezanje, piljenje, tokarenje, glodanje i drugo) i aditivne proizvodnje, površinske tehnologije i inženjerstvo površina (toplinska obrada metala, zaštita od korozije) te industrijsko inženjerstvo (projektiranje i upravljanje proizvodnjom, studij rada, održavanje). Unutar proizvodnoga strojarstva posebni su ogranci automatizacija i procesna regulacija s automatima i robotima. 

### Brodostrojarstvo
Brodostrojarstvo se često pridružuje brodogradnji kao zasebnom polju, ali po svom sadržaju duboko zadire u strojarstvo, jer se bavi proučavanjem, konstruiranjem i gradnjom, pogonom, održavanjem i popravkom brodskih strojeva i uređaja. 

### Precizno strojarstvo
Precizno strojarstvo kao grana strojarstva bavi se proučavanjem, konstrukcijom i proizvodnjom dijelova i proizvoda velike točnosti izrade i malih izmjera pojedinih dijelova sve do područja mikrotehnike.

### Novija područja
U novija područja djelovanja strojarstva ulaze dijelovi biomehanike, ergonomije, mehatronike, nanotehnike, svemirske tehnike i zaštite okoliša, pa se strojarstvo ubraja u jednu od najširih stručnih i znanstvenih grana ljudske djelatnosti. Danas se visokorazvijeni strojarski proizvodi većinom izrađuju u sklopu strojogradnje i metaloprerađivačke industrije, kao iznimno značajnih privrednih djelatnosti u svjetskim okvirima.

## Strojarski proizvodni proces
Strojarski proizvodni proces vrlo je složen proces koji najčešće ujedinjuje sve strojarske grane. Nakon što je istraživanjem tržišta utvrđeno kakav je prozvod tražen i kakve moraju biti njegove karakteristike, pristupa se procesu konstruiranja. Tijekom konstruiranja, paralelno se vrši i proces planiranja proizvodnje, te procesi optimizacije kako same konstrukcije tako i proizvodnog procesa. Nakon što je izrađena konstrukcijska i proizvodna dokumentacija, pristupa se samoj proizvodnji, a nakon toga i predmontaži te, po potrebi, isporuci i montaži proizvoda. 

### Spoj s drugim disciplinama
Unutar sebe, strojarstvo je interdisciplinarna znanost koja se bavi proučavanjem i primjenom znanja s područja matematike, fizike, kemije, i računarstva, te po potrebi elektrotehnike, elektronike i sl. Uz to, tijekom strojarskog proizvodnog procesa koriste se i saznanja s područja ekonomije, pa čak i psihologije, biologije.
Radom u strojarstvu dolazi se u dodir s gotovo svim prirodnim i sličnim znanostima, bilo teoretskim bilo primijenjenim, pa čak i s umjetnošću, pošto strojari izrađuju uporabne predmete sa svih područja ljudske djelatnosti: od medicinske opreme, opreme za svemirska istraživanja, šumarstvo, poljoprivredu, rudarstvo, građevinarstvo, transport, vojnu industriju, pa sve do proizvodnje igračaka, elemenata filmskih i kazališnih setova itd.

## Kulturološki aspekti
Strojarstvo je znanost proizašla iz osnovne karakteristike koju s ljudskim bićima dijeli vrlo mali broj primata te ostalih životinja, a to je upotreba alata. Na različitim razinama razvoja, strojarstvo se pojavljuje u svim, pa i najprimitivnijim kulturama, a napredak određene zajednice na području strojarstva jedan je od glavnih pokazatelja napredovanja same zajednice.

## Vanjske poveznice
Fakultet strojarstva i brodogradnje, Zagreb

Tehnički fakultet Rijeka

Fakultet elektrotehnike, strojarstva i brodogradnje, Split

Strojarski fakultet Slavonski Brod
- Strojarstvo Hrvatska tehnička enciklopedija, portal hrvatske tehničke baštine. LZMK